# 오게니 오나지
오게니 에디 오나지(영어: Ogenyi Eddy Onazi, 1992년 12월 25일 ~ )는 나이지리아의 축구 선수다. 포지션은 미드필더이다.

## 수상
라치오
- 코파 이탈리아: 2012–13

나이지리아
- 아프리카 네이션스컵: 2013